# I tre terroni
I tre terroni è il disco nato dalla collaborazione tra 'O Zulù e i Bisca pubblicato nel 2007.

## Descrizione
Il disco rappresenta la terza collaborazione discografica tra 'O Zulù e i Bisca dopo Incredibile opposizione tour 94 (1994) e Guai a chi ci tocca (1995) entrambi pubblicati con il nome di Bisca99Posse.
L'album è composto da 12 tracce tra cui Chavez, inno al presidente venezuelano Hugo Chávez, Iran Iran, dove viene narrata una fantomatica guerra tra USA e Iran che avverrà nel 2029, La mano di Dio, brano dedicato a Diego Armando Maradona, e I moderati, critica alla figura politica dei moderati.

## Fine del progetto
Il progetto si chiude in maggio 2008, dopo un tour di circa un anno, con un comunicato stampa pubblicato sul Myspace del gruppo.

## Tracce
1. Diffido – 3:56
2. Chavez – 3:47
3. Iran Iran – 4:08
4. La bomba abbrancachiavica – 1:30
5. 123457 anni – 4:45
6. Chi è sfruttato – 4:44
7. Almeno parte – 7:07
8. La sveglia del thè – 0:54
9. NRG 4 the people – 4:32
10. La mano di Dio – 4:31
11. I moderati – 4:07
12. Totalmente superflui – 5:30

## Formazione
- Luca "'o Zulù" Persico -  voce;
- Sergio "Serio" Maglietta - voce, sassofoni, macchine;
- Elio "100 gr." Manzo - chitarra, voce;
- Stefania Carrubbo - cori;
- Fulvio "Il monaco" di Nocera basso in "La mano di Dio" e "Totalmente superflui";
- Gianfranco Tranchini - batteria